# Shomen
Shomen förekommer oftast i en dojo där man utövar någon form av japansk kampsport, som karate, kendo, judo etc. Det är vanligtvis uppbyggd med pelare och tak mot väggen och med en liten avsats som fungerar som ett bord. Inne i detta hänger man oftast upp en tavla på kampsportens grundare, symboler och en japansk flagga. På bordet kan man dekorera med en vas med en blomma i, ett foto, svärd etc. När träningen börjar står alla deltagare vända mot shomen, uppställda på ett led. På kommando sätter man sig ner i zazen (traditionell sittställning). Efter kort meditation bugar alla mot shomen när ledaren säger shomen ni o rei, vilket betyder att man ska buga mot shomen. Detta för att visa respekt för stilens grundare och dojon. Proceduren upprepas när träningspasset avslutas.